# Москера, Хоакин
Хоакин Мариано де Москера-Фигероа-и-Арболеда-Саласар (исп. Joaquín Mariano de Mosquera-Figueroa y Arboleda-Salazar, 14 декабря 1787 — 4 апреля 1878) — южноамериканский политический деятель; старший брат четырёхкратного президента Колумбии Томаса Сиприано де Москеры.
Хоакин де Москера родился в 1787 году в Попаяне, вице-королевство Новая Гранада; его родителями были Хосе Мария Москера-и-Фигероа и Мария Мануэла Арболеда-Саласар. Уже в 5-летнем возрасте он начал посещать школу, затем окончил Университет Кауки и с 1805 года стал работать адвокатом. В 1810 году принял участие в революционных событиях и вступил в армию, принял участие в различных военных кампаниях, поднялся в звании до капитана.
1 апреля 1830 года президент Великой Колумбии Симон Боливар удалился из Боготы для лечения. Затем Боливар объявил об уходе в отставку, и 4 мая Конгресс избрал Хоакин Москеру новым президентом, а до его прибытия в Боготу 13 июня его обязанности исполнял вице-президент Доминго Кайседо. В связи с болезнью Москеры Кайседо со 2 августа вновь стал исполнять обязанности президента. Вскоре в Боготе восстал венесуэльский батальон, и к власти пришёл генерал Рафаэль Урданета; Москера и Кайседо были вынуждены покинуть Боготу. Однако колумбийские генералы не поддержали Урданету, и тому весной пришлось пойти на переговоры, в результате которых он признал Москеру президентом, а Кайседо — и. о.президента.
В связи с фактическим распадом страны 15 ноября 1831 года была собрана Конституционная Ассамблея, которая с 23 ноября 1831 года установила власть временного правительства и избрала вице-президентом генерала Хосе Мария Обандо (в связи с отсутствием президента он стал, фактически, и. о.президента).